# Pesca destructiva
La pesca destructiva son todas las prácticas de pesca que dañan irreversiblemente a los hábitats y a la sostenibilidad de los ecosistemas acuáticos. Dichos daños pueden ser causados por la destrucción física directa del relieve y la flora submarinos, la sobrepesca (especialmente de especies clave), la matanza o mutilación indiscriminada de la vida acuática, la alteración de los ciclos reproductivos de las especies y la contaminación del agua.
Existen prácticas como: las voladuras, la electrocución y el envenenamiento, que provoca daños irreversibles al ecosistema. Estas prácticas son en su mayoría, aunque no siempre, ilegales  e incluso cuando son legales, las regulaciones no se aplican.

## Tipos de pesca destructiva
La pesca destructiva se refiere principalmente a la pesca de arrastre de fondo sobre hábitats vulnerables (corales poco profundos, corales de aguas profundas o praderas marinos) así como a prácticas como el corte de aletas de tiburón o aleteo, la pesca con explosivos, la pesca con veneno, muro-ami y red de pesca.
Otros tipos de pesca destructiva son: 
- Sobrepesca, pesca más allá de los límites de recuperación de las poblaciones razonables, incluida la sobrepesca en serie.
- Niveles excesivos o perjudiciales de captura accidental.
- Pesca intensiva en hábitats vulnerables, incluidas, en zonas de desove y cría; y
- Alta clasificación: práctica de descartar la porción de menor calidad de la captura objetiva.

También se incluyen prácticas como:
- Abandonar artes de pesca en el mar (redes fantasma) que siguen atrapando a los organismos en su deriva.
- Redes para tiburones en playas populares para nadar (que resultan en una alta tasa de captura accidental).
- Uso amateur de dispositivos o trampas para la concentración de peces (incrementando así la captura).
- Pesca submarina.
- Uso de anzuelos o trampas.
- Uso comercial y recreativo de redes de enmalle y trampas con alta mortalidad accidental.
- La destrucción deliberada (y a veces ilegal) de la vida marina cuando se percibe como obstáculo para las operaciones pesqueras.

## Historia
El término "prácticas de pesca destructivas" ha aparecido en la literatura pesquera internacional desde aproximadamente la década de 1980. Sin embargo, la falta de consenso en el concepto dificultó la discusión entre gobiernos, industria, comunidades y organizaciones no gubernamentales. En 2024, un grupo de científicos expertos en el campo de la pesca publicó un artículo que proporciona un marco de trabajo bien definido para ayudar en la toma de decisiones a nivel político y administrativo.
Las Declaraciones de Resultados y de Implementación de la Cumbre Mundial sobre Desarrollo Sostenible, celebrada en Johannesburgo en 2002, ya contenían el compromiso de eliminar gradualmente las prácticas pesqueras destructivas en el medio marino para el año 2012. Todas las naciones que asistieron a la cumbre apoyaron esta declaración, aunque en 2013 las medidas no consiguieron los suficientes votos en el Parlamento Europeo.El fin de la pesca destructiva se incluyó también como objetivo en los Objetivos de Desarrollo Sostenible de la ONU.
El Plan de Acción Marino de la UE pide a los países miembros que presenten hojas de ruta para prohibir la pesca de arrastre en las Áreas Marinas Protegidas (AMPs, o MPAs en inglés), comenzando con las más vulnerables a finales de 2024 y extendiéndose a todas las AMPs para 2030. Sin embargo, el cumplimiento ha sido inconsistente, con tan solo unos pocos países presentando sus hojas de ruta a tiempo.
Este tema también se aborda en la Convención de las Naciones Unidas sobre el Derecho del Mar, el Convenio sobre la Diversidad Biológica y la propia Política Pesquera Común de la UE, que establece directrices para gestionar las poblaciones de peces de manera sostenible y proteger los hábitats marinos.
Muchas naciones se habían comprometido mucho antes a poner fin a las prácticas pesqueras destructivas. En 1999, 124 naciones dieron explícitamente su apoyo al Código de Conducta para la Pesca Responsable de la FAO de 1995 a través de la Declaración de Roma sobre la Pesca Responsable. La lista de estas naciones incluye a la mayoría de las principales naciones pesqueras del mundo. Sin embargo, si bien el Código de Conducta contiene el compromiso de poner fin a las prácticas de pesca destructivas, no contiene plazos.

## Métodos

### Pesca con explosivos

Pesca con explosivos

La pesca con dinamita o con explosivos se realiza de forma fácil y económica con dinamita o bombas caseras fabricadas con materiales disponibles localmente. Los peces mueren por el impacto de la explosión y luego son recogidos de la superficie o recogidos del fondo. Las explosiones matan indiscriminadamente a un gran número de peces y otros organismos marinos de las proximidades, también destruyen sus hábitats. Estas son particularmente dañinas para los arrecifes de coral.  La pesca con explosivos también es ilegal en muchas vías fluviales de todo el mundo.

### Arrastre de fondo
La pesca de arrastre de fondo consiste en arrastrar una red de pesca, a lo largo del fondo del mar. La comunidad científica divide la pesca de arrastre de fondo en pesca de arrastre bentónica y pesca demersal. El arrastre bentónico arrastra una red en el fondo del océano y el arrastre demersal arrastra una red justo por encima de la zona bentónica. La pesca de arrastre de fondo se dirige tanto a peces que viven en el como a especies semipelágicas como el bacalao, el calamar, el camarón y el pez roca.
La pesca de fondo se practica desde hace más de un siglo en zonas de intensa pesca, como el Mar del Norte y los Grandes Bancos . Si bien desde hace tiempo se reconoce que la sobrepesca causa importantes cambios ecológicos en la comunidad de peces de los Grandes Bancos, más recientemente ha surgido preocupación por el daño que la pesca de arrastre bentónica inflige a las comunidades del fondo marino.  Una especie que suscita especial preocupación es el coral de aguas profundas de crecimiento lento Lophelia pertusa. Esta especie alberga una comunidad diversa de organismos de aguas profundas, pero los aparejos de pesca la dañan fácilmente. El 17 de noviembre de 2004, la Asamblea General de las Naciones Unidas instó a las naciones a considerar prohibiciones temporales de la pesca de arrastre de fondo en alta mar. 

### Pesca con cianuro
La pesca con cianuro es un tipo de pesca ilegal, es un método de recolección de peces vivos, principalmente para uso en acuarios, que implica rociar una mezcla de cianuro de sodio en el hábitat del pez deseado para aturdirlo. Dado que el cianuro es altamente tóxico, la práctica perjudica no sólo a la población objetivo, sino también a muchos otros organismos marinos, incluidos los corales y, por tanto, los arrecifes de coral.
De hecho, estudios recientes han demostrado que la combinación del uso de cianuro y el estrés del manejo posterior a la captura resulta en una mortalidad de hasta el 75% de los organismos en menos de 48 horas después de la captura. 

### Muro-ami
Muro-ami es un método de pesca artesanal destructivo empleado en los arrecifes de coral del sudeste asiático. Se utiliza una red envolvente con dispositivos para golpear, como grandes piedras sujetas con cuerdas que se golpean contra los arrecifes de coral. También pueden consistir en grandes bloques pesados de cemento suspendidos sobre el mar mediante una grúa instalada en el buque. Los dispositivos de golpe se bajan repetidamente al área rodeada por la red, rompiendo el coral en pequeños fragmentos para asustar a los peces y sacarlos de sus refugios de coral. Se ha descrito que el efecto "aplastante" sobre las cabezas de coral tiene efectos duraderos y prácticamente irreversibles.
Los obispos católicos de Filipinas ya criticaron a muro-ami en su declaración de 1988, "¿Qué está pasando con nuestra hermosa tierra?". 